# Пшецлав (Лодзинське воєводство)
Пшецлав (пол. Przecław) — село в Польщі, у гміні Бжезіни Бжезінського повіту Лодзинського воєводства.
Населення — 397 осіб (2011).
У 1975-1998 роках село належало до Скерневицького воєводства.

## Демографія
Демографічна структура станом на 31 березня 2011 року:
|          | Загалом | Допрацездатний вік | Працездатний вік | Постпрацездатний вік |
| -------- | ------- | ------------------ | ---------------- | -------------------- |
| Чоловіки | 197     | 38                 | 139              | 20                   |
| Жінки    | 200     | 42                 | 114              | 44                   |
| Разом    | 397     | 80                 | 253              | 64                   |